# 공군교육사령부
공군교육사령부(空軍敎育司令部, ROKAF Education & Training Command)는 대한민국 공군의 군사교육훈련을 총괄하는 기능 사령부이다. 주로 교육사, 공교사라고도 부르며, 공군의 모든 장병에 대한 기초군사훈련을 주관한다.
1951년 한국전쟁 당시 경상북도 경산시에서 창설된 항공교육대를 모체로 한다. 1956년에 기술교육단이 창설되었고, 1973년 제3훈련비행단이 예속되며 공군교육사령부로 승격했다. 1988년에는 사령부를 대전광역시 서구에서 경상남도 진주시 금산면로 이전하였다.

## 조직
- 교육자원정보실(Education Resources Information Center): 공군이 필요로 하는 각종 교육자원에 대한 제작, 보수 및 관리 등을 전문적으로 담당하는 기관이다. 중령을 실장으로 교관역량개발과, 교육매체개발과, 원격교육지원과, 교재제작과, 운영계획과, 도서관 등으로 구성돼 있다.

### 예하부대
- 단
  - 기본군사훈련단
  - 제27예비단
- 학교
  - 공군항공과학고등학교
    - 군수 제1학교
    - 군수 제2학교
    - 정보통신학교
    - 행정학교
    - 방공포병학교
- 센터
  - 보라매리더쉽센터
- 이전
  - 공군대학, 합동군사대학교로 통합됨.

## 계보
- 1951년 4월 15일, 항공교육대
- 1956년, 기술교육단
- 1973년, 공군교육사령부